# Brad Renfro

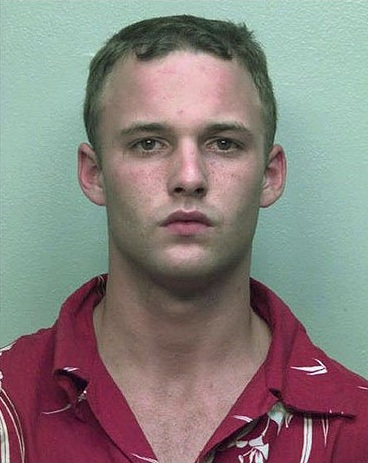
Brad Renfro (August 2000)

Brad Barron Renfro (* 25. Juli 1982 in Knoxville, Tennessee; † 15. Januar 2008 in Los Angeles, Kalifornien) war ein US-amerikanischer Schauspieler.

## Leben
Nach der Scheidung seiner Eltern, als Brad Renfro fünf Jahre alt war, wuchs er als Einzelkind bei seiner Großmutter Joanne auf, die 17 Tage nach Brads Tod ebenfalls starb.
Entdeckt wurde Renfro 1994 bei dem Casting für die Verfilmung des Grisham-Romans Der Klient, durch die er auch berühmt und zu einem Teenie-Idol wurde. Danach stand er im selben Jahr für Mississippi – Fluss der Hoffnung vor der Kamera, eine moderne Tom Sawyer und Huckleberry Finn-Geschichte. Ein Jahr später wirkte Renfro in der Mark-Twain-Adaption Tom und Huck mit.
In den Folgejahren war er sowohl in kommerziellen als auch ambitionierten Filmprojekten zu sehen, so 1996 in Barry Levinsons Jugenddrama Sleepers und 1998 in der Stephen-King-Verfilmung Der Musterschüler, die beide ein breites Publikum erreichten. Daneben trat er auch immer wieder in Filmen auf, die sich gesellschaftskritisch mit den Jugendproblemen seiner Generation auseinandersetzten: 2001 trat er in Tart – Jet Set Kids von Christina Wayne und Bully – Diese Kids schockten Amerika von Larry Clark auf sowie ein Jahr später in American Girl, der unter der Regie von Jordan Brady entstand.
Ab Ende der 1990er Jahre geriet Renfro durch den Diebstahl eines Bootes und wegen wiederholten Drogenkonsums in die Schlagzeilen. Bereits bei den Dreharbeiten zu Bully im Jahr 2000 war der erst 18-jährige Renfro drogenabhängig, und der Regisseur Larry Clark war nicht sicher, ob er den Film fertigstellen könne. Im Februar 2002 unterzog sich Renfro einer Drogentherapie. Im Dezember 2005 wurde er jedoch erneut straffällig, als er in Los Angeles versuchte, von einem verdeckten Ermittler Heroin zu kaufen.
Renfros letzte erwähnenswerte Projekte waren seine Auftritte in The Jacket (2005) sowie die Rolle des Vincent in dem Mafia-Epos Streets of Philadelphia – Unter Verrätern (2006) neben James Marsden und Giovanni Ribisi, welche in Deutschland nur auf DVD erschienen. Daneben trat er 2006 auch in einer Episode der amerikanischen Fernsehserie Law & Order: Criminal Intent auf. Seine letzte Rolle hatte Renfro 2007 an der Seite von Jon Foster, Winona Ryder und Kim Basinger in der Verfilmung des Romans Die Informanten (The Informers) von Bret Easton Ellis.
Am 15. Januar 2008 wurde Renfro in seinem Appartement in Los Angeles tot aufgefunden, er wurde nur 25 Jahre alt. Laut toxikologischem Untersuchungsergebnis vom 9. Februar 2008 starb Renfro an einer Überdosis Heroin. Seine letzte Ruhestätte fand er auf dem Red House Cemetery in der Gemeinde Blaine, Tennessee.
Nach Renfros Tod wurde bekannt, dass dieser einen bis dahin der Öffentlichkeit unbekannt gebliebenen Sohn hatte. Renfros Stiefmutter Kim bestätigte, dass Renfro und die Kindsmutter sich getrennt hatten und der Junge bei seiner Mutter in Japan lebt.

## Filmografie
- 1994: Der Klient (The Client)
- 1995: Mississippi – Fluss der Hoffnung (The Cure)
- 1995: Tom und Huck (Tom and Huck)
- 1996: Sleepers
- 1997: American Dreamer – Charmante Lügner (Telling Lies in America)
- 1998: Der Musterschüler (Apt Pupil)
- 1999: 2 Little, 2 Late
- 2000: Mittendrin und voll dabei (Skipped Parts)
- 2000: Meter Man (auch als Drehbuchautor)
- 2001: Happy Campers
- 2001: Tart – Jet Set Kids (Tart)
- 2001: Bully – Diese Kids schockten Amerika (Bully, auch als Associate Producer)
- 2001: The Theory of the Leisure Class
- 2001: Ghost World
- 2002: Deuces Wild – Wild in den Straßen (Deuces Wild)
- 2002: American Girl
- 2002: Music Video Provider der Band N.E.R.D
- 2003: The Job … den Finger am Abzug (The Job)
- 2004: Hollywood Flies
- 2004: Mummy an’ the Armadillo
- 2005: Coat Pockets
- 2005: The Jacket
- 2006: Criminal Intent – Verbrechen im Visier (Criminal Intent, Fernsehserie, Folge 5x12)
- 2006: Streets of Philadelphia – Unter Verrätern (10th & Wolf)
- 2008: The Informers

## Auszeichnungen
Für seine Hauptrolle in Der Klient erhielt Renfro 1995 den Young Artist Award in der Kategorie Beste Darstellung in einem Spielfilm; in der Kategorie Bester Jungdarsteller in einem Drama war er auch für seine Rolle in Sleepers (1996) für den Young Artist Award nominiert.